# Doosan (graafmachinemerk)

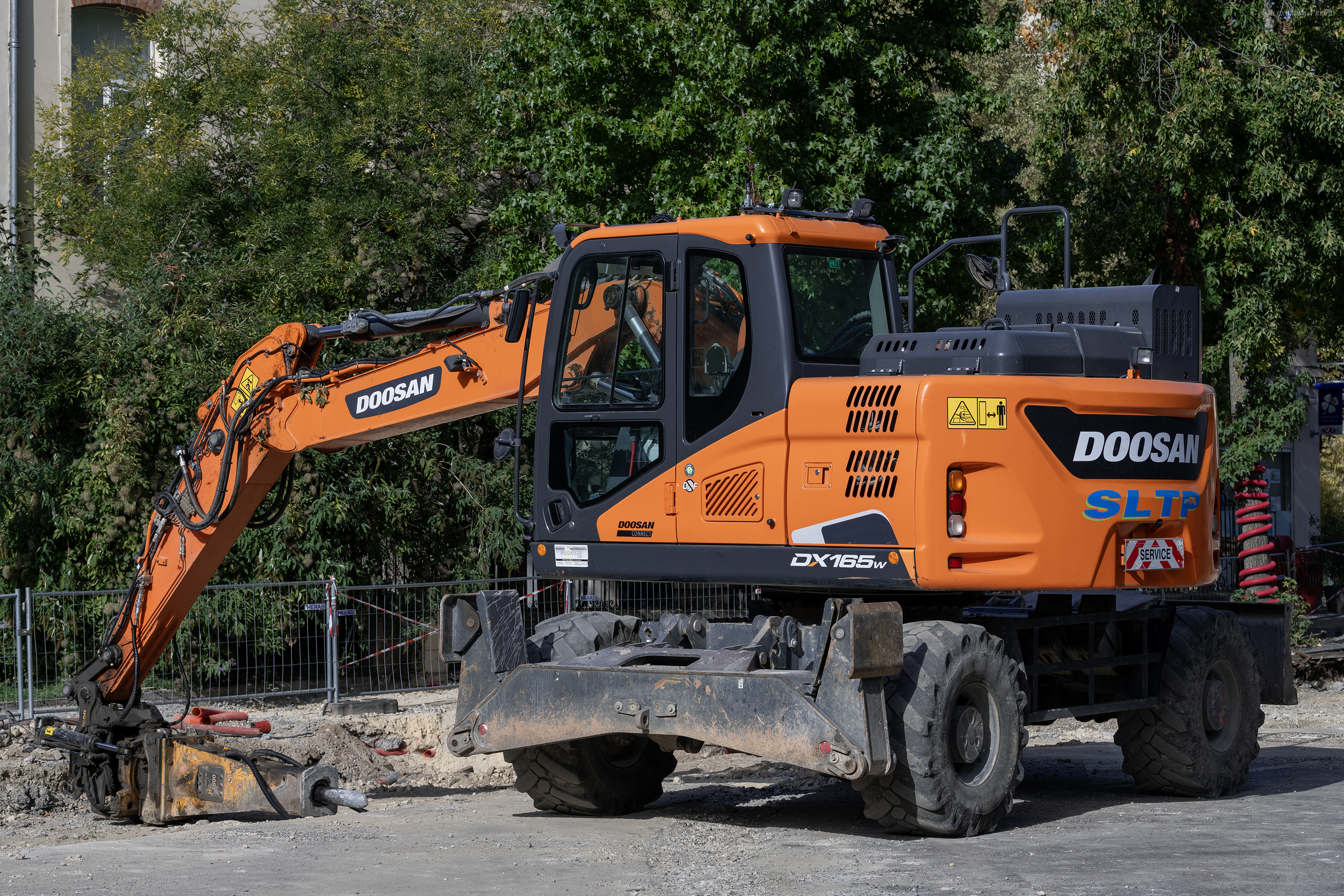
Doosan graafmachine

Doosan was een merknaam van Doosan Infracore, een Zuid-Koreaanse fabrikant van graafmachines, shovels en kiepwagens. Doosan was onderdeel van Doosan Group.
Doosan Infracore Construction Equipment kwam voort uit het faillissement van het concern Daewoo in 2000. De bouwmachinetak werd onafhankelijk voortgezet als Daewoo Heavy Industries and Machinery (DHI) tot de overname daarvan in 2005 door Doosan.
De machines werden gemaakt in fabrieken in België, Noorwegen, China en Zuid-Korea. Nadat Doosan Group in de problemen kwam, werd Doosan Infracore aan Hyundai Heavy Industries verkocht. In 2023 werd een nieuwe merknaam aangenomen: Develon.